# Старообрядчество в Луганской области
Старообря́дчество в Луга́нской о́бласти — одна из заметных составляющих многонационального и многоконфессионального населения нынешней Луганской области (Украина).

## Возникновение старообрядческих поселений
Старообрядчество продолжительное время испытывало жестокие гонения со стороны царского правительства. В конце XVII века большое количество защитников старой веры было казнено или отправлено на каторгу. Чтобы не попасть у руки представителей власти, тысячи старообрядцев верующих спасались от преследований в глухих и безлюдных местах.
Дикое поле стало одним из тех мест, где староверы нашли себе приют. Старообрядцы переселялись несколькими волнами. Часть из них подалась к донским казакам, поселения которых находились на территории современной Луганской области.
В XVIII веке выходцы из Подмосковья в месте слияния рек Белой и Беленькой основали старообрядческий скит, вокруг которого со временем выросло село Городище. Позднее сюда прибыли беглецы со Стародубщины Черниговской губернии.
В 1780-х годах по приказу Екатерины ІІ, которая стремилась привлечь староверов к колонизации южных земель, в Городище поселились старообрядцы из Курской губернии.

## Старообрядческие толки и распределение общин
Старообрядчество на Луганщине было представлено несколькими течениями и согласиями: поповщиной, единоверчеством и беспоповщиной.
По данным переписи 1897 года в Славяносербском уезде жило 6275 староверов, в Старобельском — 985, а в Бахмутском — 638. Они имели собственные монастырь, церкви и молитвенные дома. 
В 1915 году единоверцы Нижней Богдановки возвели Казанскую церковь.
В 1904 году начато строительство Свято-Духовского храма в Городище. Единоверческая церковь действовала в Кармазиновке. В Большой Черниговке существовал Покровский молитвенный дом, а в Райгородке — Вознесенская молельня, которые принадлежали беспоповцам. Небольшая группа староверов жила в Александровке, Тимоново, Овчарово и других сёлах.
Наибольшим в крае было поповское течение белокриницкого согласия. Его представителям в Городище принадлежал Спасо-Преображенский монастырь, который был поставлен на месте старообрядческого скита. Храмы этой деноминации существовали в том же Городище, Луганске, Ореховке, Белоус-Кряковке, Нижней Богдановке.
В Городище церкви были построены ещё в XVIII веке. Со временем молельни приходили в ветхость и нуждались в капитальном ремонте. В условиях притеснения было очень тяжело получить разрешение на перестройку старинных церковных сооружений. Поэтому старообрядцы подкупили уездных чиновников, чтобы без лишних препятствий отстроить свои храмы. Однако благодаря доносам на новообразованную в 1890-х годах единоверческую общину, которая провела ремонт без разрешения, стало известно губернской власти.
В феврале 1894 года изюмский окружной суд утвердил решение снести «раскольнический молитвенный дом в селе Городище за счёт самой городищенской общины, колокола и материалы от строительства конфисковать и продать, а полученные средства передать в пользу земства». Тем не менее харьковская судебная палата в августе 1894 года отменила этот приговор.
В конце XIX века староверам было запрещено звонить в колокола. Поэтому власть начала их демонтаж.
В 1905 году старообрядцы Городища, воспользовавшись царским указом об укреплении основ веротерпимости, приступили к восстановлению Успенского храма. Но верующие столкнули с препятствиями, которые совершали екатеринославские чиновники строительного отдела губернского правления, которые отрицательно относились к перестройке храма. Вследствие этого утверждения проекта растянулось на год.

## Советский период и современность
В 1924 году в Луганском и Старобельском округах по официальным данным в пяти приходах старообрядцев-поповцев числилось 2546 верующих и в двух общинах беспоповцев — 130 лиц.
В конце 1920-х годов старообрядцы снова испытали гонения, теперь уже со стороны советской власти. Все их общины были упразднены. После второй мировой войны в Ворошиловградской области было зарегистрировано две общины: одна в Городище и одна в Ореховке.
В 1940-х годах приходы находились под опекой протопопа Феофилакта Слесарева (1879—1960). Феофилакт, уроженец Городища, служил священником с 1910 года, в 1948 году стал епископом Ростовским с монашеским именем Флавиан, а в 1952 году в сане архиепископа возглавил Русскую старообрядческую церковь. Став архиереем, владыка Флавиан сам или вместе с епископом Ростовским Иннокентием постоянно посещал родное село на большие религиозные праздники и в престольные дни. Кроме Городища и Ореховки старообрядцы жили также в других местах области. Ими подавалось ходатайство об учреждении общин и предоставление им помещений для молелен. С подобными просьбами к облисполкому обращались в 1949 году староверы Луганска, а в 1974 году — Красного Луча. Однако власть им отказала.
В настоящее время стараниями священника Андрея Преображенского и диакона Антония Шабанина действуют две общины: в городе Луганск и Преображенская старообрядческая община в городе Красный Луч
По состоянию на 1 января 2023 года в Луганской области было зарегистрировано несколько религиозных объединений старообрядцев